# بلوتوث منخفض الطاقة
بلوتوث منخفض الطاقة (Bluetooth Low Energy)،(Bluetooth LE)، أختصاراً (BLE)، التي تم تسويقها سابقًا باسم Bluetooth Smart) هي تقنية شبكة لاسلكية شخصية تم تصميمها وتسويقها بواسطة مجموعة الاهتمامات الخاصة Bluetooth (Bluetooth SIG) تهدف إلى تطبيقات جديدة في الرعاية الصحية واللياقة البدنية والمنارات والأمن وصناعات الترفيه المنزلي. وهي مستقلة عن Bluetooth BR / EDR ولا يوجد توافق، ولكن يمكن أن تتواجد BR / EDR و LE. تم تطوير المواصفات الأصلية بواسطة Nokia في عام 2006 تحت اسم Wibree ، والتي تم دمجها في البلوتوث 4.0 في ديسمبر 2009 باسم البلوتوث منخفض الطاقة.
مقارنة بالبلوتوث الكلاسيكي، فإن تقنية البلوتوث منخفض الطاقة تهدف إلى توفير استهلاك طاقة وتكلفة أقل بكثير مع الحفاظ على نطاق اتصالات مماثل. تدعم أنظمة التشغيل المحمولة، بما في ذلك iOS وAndroid وWindows Phone وBlackBerry ، وكذلك macOS وLinux وWindows 8 وWindows 10 ، تقنية البلوتوث منخفض الطاقة.
تتميز تقنية البلوتوث منخفض الطاقة عن بروتوكول المعدل الأساسي / معدل البيانات المحسّن (BR / EDR) السابق (الذي يُطلق عليه غالبًا «الكلاسيكي»)، ولكن يمكن دعم كلا البروتوكولين بواسطة جهاز واحد: تسمح مواصفات Bluetooth 4.0 للأجهزة بتنفيذ أي منهما أو كلا نظامي LE و BR / EDR.

## العلامة التجارية

شعار Bluetooth Smart المستخدم سابقًا

في عام 2011، أعلنت Bluetooth SIG شعار Bluetooth Smart لتوضيح التوافق بين الأجهزة الجديدة منخفضة الطاقة وأجهزة Bluetooth الأخرى.
- تشير تقنية Bluetooth Smart Ready إلى جهاز مزدوج الوضع متوافق مع كل من الأجهزة الطرفية الكلاسيكية والمنخفضة الطاقة.[1]
- يشير Bluetooth Smart إلى جهاز منخفض الطاقة فقط يتطلب إما Smart Ready أو جهاز ذكي آخر لكي يعمل.

مع معلومات العلامة التجارية Bluetooth SIG لشهر مايو 2016، بدأت Bluetooth SIG بالتخلص التدريجي من الشعارات وعلامات الكلمات الخاصة بالبلوتوث الذكية وبلوتوث الذكية وعادت إلى استخدام شعار Bluetooth وعلامة الكلمة  بلون أزرق جديد.

## السوق المستهدف
تحدد تقنية Bluetooth SIG عددًا من الأسواق لتقنية الطاقة المنخفضة، خاصة في قطاعات المنزل الذكي والصحة والرياضة واللياقة البدنية. تشمل المزايا المذكورة ما يلي:
- متطلبات طاقة منخفضة، تعمل لمدة «أشهر أو سنوات» في خلية زر
- صغير الحجم ومنخفض التكلفة
- التوافق مع قاعدة كبيرة مثبتة من الهواتف المحمولة والأجهزة اللوحية وأجهزة الكمبيوتر

## التاريخ
في عام 2001، حدد الباحثون في نوكيا سيناريوهات مختلفة لم تتناولها التقنيات اللاسلكية المعاصرة. بدأت الشركة في تطوير تقنية لاسلكية متكيفة مع معيار Bluetooth ، الأمر الذي سيوفر استهلاكًا أقل للطاقة والتكلفة مع تقليل اختلافاتها عن تقنية Bluetooth. تم نشر النتائج في عام 2004 باستخدام اسم Bluetooth Low End Extension.
بعد مزيد من التطوير مع الشركاء، ولا سيما لوجيتك وضمن المشروع الأوروبي MIMOSA ،  وتم الترويج لها ودعمها بنشاط من قبل شركة STMicroelectronics منذ مرحلتها الأولى،  تم إصدار التكنولوجيا للجمهور في أكتوبر 2006 مع اسم العلامة التجارية Wibree. بعد المفاوضات مع أعضاء Bluetooth SIG ، تم التوصل إلى اتفاق في يونيو 2007 لتضمين Wibree في مواصفات Bluetooth المستقبلية كتقنية Bluetooth منخفضة الطاقة للغاية.
تم تسويق التكنولوجيا باسم Bluetooth Smart وتم الانتهاء من التكامل في الإصدار 4.0 من المواصفات الأساسية في أوائل عام 2010. أول هاتف ذكي يطبق مواصفات 4.0 كان iPhone 4S ، الذي صدر في أكتوبر 2011. أصدر عدد من الشركات المصنعة الأخرى أجهزة Bluetooth Low Energy Ready في عام 2012.
كشفت Bluetooth SIG النقاب رسميًا عن Bluetooth 5 في 16 يونيو 2016 خلال حدث إعلامي في لندن. أحد التغييرات على الجانب التسويقي هو أنه تم إسقاط رقم النقطة، لذلك أصبح يطلق عليه الآن Bluetooth 5 (وليس Bluetooth 5.0 أو 5.0 LE مثل Bluetooth 4.0). تم اتخاذ هذا القرار من أجل «تبسيط التسويق وتوصيل فوائد المستخدم بشكل أكثر فعالية». من الناحية التقنية، ستضاعف تقنية Bluetooth 5 النطاق بمقدار أربعة أضعاف باستخدام طاقة إرسال متزايدة أو طبقة مادية مشفرة، ومضاعفة السرعة باستخدام نصف وقت الرمز الاختياري مقارنة بـ Bluetooth 4.x ، وتوفر زيادة ثمانية أضعاف في سعة بث البيانات من خلال زيادة طول البيانات الإعلانية [التوضيح المطلوب] لإرسالات Bluetooth منخفضة الطاقة مقارنة بـ Bluetooth 4.x ، والتي يمكن أن تكون مهمة لتطبيقات إنترنت الأشياء حيث يتم توصيل العقد في جميع أنحاء المنزل بأكمله.
أصدرت Bluetooth SIG مواصفات Mesh Profile و Mesh Model رسميًا في 18 يوليو 2017. تتيح مواصفات الشبكة استخدام تقنية Bluetooth منخفضة الطاقة لاتصالات الأجهزة من الكثير إلى الكثير لأتمتة المنزل وشبكات الاستشعار والتطبيقات الأخرى.

## التطبيقات
بالاستعانة بمواصفات Bluetooth الأصلية، تحدد Bluetooth SIG العديد من الملفات الشخصية - المواصفات الخاصة بكيفية عمل الجهاز في تطبيق معين - للأجهزة منخفضة الطاقة. من المتوقع أن يقوم المصنعون بتنفيذ المواصفات المناسبة لأجهزتهم من أجل ضمان التوافق. قد يحتوي الجهاز على تطبيقات ملفات تعريف متعددة.
تستند غالبية ملفات تعريف التطبيقات منخفضة الطاقة الحالية إلى ملف تعريف السمات العامة (GATT)، وهي مواصفات عامة لإرسال واستقبال أجزاء قصيرة من البيانات، والمعروفة باسم السمات، عبر ارتباط منخفض الطاقة. يعتبر ملف تعريف شبكة Bluetooth استثناءً لهذه القاعدة، حيث يعتمد على ملف تعريف الوصول العام (GAP).

### ملامح شبكة
تستخدم ملفات تعريف شبكة Bluetooth تقنية Bluetooth Low Energy للتواصل مع أجهزة Bluetooth الأخرى منخفضة الطاقة في الشبكة. يمكن لكل جهاز تمرير المعلومات إلى أجهزة Bluetooth منخفضة الطاقة الأخرى لإنشاء تأثير «شبكة». على سبيل المثال، إيقاف تشغيل مبنى كامل من الأضواء من هاتف ذكي واحد.
- MESH (ملف تعريف الشبكة) - للتواصل الشبكي الأساسي.
- MMDL (نماذج شبكة) - لتعريفات طبقة التطبيق. يستخدم مصطلح «النموذج» في مواصفات الشبكة بدلاً من «الملف الشخصي» لتجنب الغموض.

### لمحات الرعاية الصحية
هناك العديد من الملفات الشخصية لأجهزة Bluetooth منخفضة الطاقة في تطبيقات الرعاية الصحية. يقوم اتحاد Continua Health Alliance بالترويج لها بالتعاون مع Bluetooth SIG.
- BLP (ملف ضغط الدم) - لقياس ضغط الدم.
- HTP (ملف مقياس الحرارة الصحي) - لأجهزة قياس درجة الحرارة الطبية.
- GLP (ملف الجلوكوز) - لمراقبة السكر في الدم.
- CGMP (ملف تعريف مراقبة الجلوكوز المستمر)

### ملامح الرياضة واللياقة البدنية
تشمل الملامح الخاصة بالملحقات الرياضية واللياقة البدنية ما يلي:
- BCS (خدمة تكوين الجسم)
- CSCP (سرعة ركوب الدراجات وملف تعريف الإيقاع) - لأجهزة الاستشعار المرفقة بدراجة أو دراجة تمرين لقياس الإيقاع وسرعة العجلة.
- CPP (ملف تعريف قوة ركوب الدراجات)
- HRP (ملف تعريف معدل ضربات القلب) - للأجهزة التي تقيس معدل ضربات القلب
- LNP (ملف تعريف الموقع والملاحة)
- RSCP (سرعة التشغيل وملف تعريف الإيقاع)
- WSP (ملف قياس الوزن)

### الاتصال بشبكة الإنترنت
- IPSP (ملف تعريف دعم بروتوكول الإنترنت)

### أجهزة الاستشعار العامة
- ESP (ملف الاستشعار البيئي)
- UDS (خدمة بيانات المستخدم)

### اتصال HID
- HOGP (HID عبر ملف تعريف GATT) الذي يسمح لأجهزة الماوس اللاسلكية ولوحات المفاتيح والأجهزة الأخرى التي تدعم تقنية Bluetooth LE التي توفر عمرًا طويلاً للبطارية.

### استشعار القرب
تطبيقات «المقود الإلكتروني» مناسبة تمامًا لعمر البطارية الطويل الممكن للأجهزة «التي تعمل دائمًا». يقوم مصنعو أجهزة iBeacon بتطبيق المواصفات المناسبة لأجهزتهم للاستفادة من إمكانات استشعار التقارب المدعومة من أجهزة iOS من Apple.
تتضمن ملفات تعريف التطبيق ذات الصلة:
- FMP - ملف تعريف "Find me" - يسمح لجهاز واحد بإصدار تنبيه على جهاز آخر في غير مكانه.[15]
- PXP - ملف تعريف القرب - يسمح لمراقب القرب باكتشاف ما إذا كان مراسل القرب ضمن نطاق قريب. يمكن تقدير القرب المادي باستخدام قيمة RSSI لمستقبل الراديو، على الرغم من أن هذا لا يحتوي على معايرة مطلقة للمسافات. عادة، قد يصدر صوت إنذار عندما تتجاوز المسافة بين الأجهزة عتبة معينة.

### تنبيهات وملفات تعريف الوقت
- يسمح ملف تعريف حالة تنبيه الهاتف وملف تعريف إعلام التنبيه لجهاز العميل بتلقي إعلامات مثل تنبيهات المكالمات الواردة من جهاز آخر.
- يسمح ملف تعريف الوقت بتعيين معلومات الوقت والمنطقة الزمنية الحالية على جهاز العميل من جهاز خادم، مثل بين ساعة اليد ووقت شبكة الهاتف المحمول.

### البطارية
- تكشف خدمة البطارية حالة البطارية ومستوى البطارية لبطارية واحدة أو مجموعة من البطاريات في الجهاز.

### صوت
تم الإعلان عنه في يناير 2020، سيسمح LE Audio للبروتوكول بحمل الصوت وإضافة ميزات مثل مجموعة واحدة من سماعات الرأس المتصلة بمصادر صوتية متعددة أو سماعات رأس متعددة متصلة بمصدر واحد  وسيضيف أيضًا دعمًا لمساعدات السمع.

## التنفيذ

### رقاقة
اعتبارًا من أواخر عام 2009، تم الإعلان عن الدوائر المتكاملة منخفضة الطاقة Bluetooth من قبل عدد من الشركات المصنعة. عادةً ما تستخدم هذه الدوائر المتكاملة راديو البرامج بحيث يمكن استيعاب تحديثات المواصفات من خلال ترقية البرامج الثابتة.

### المعدات
يتم إصدار الأجهزة المحمولة الحالية عادةً مع دعم الأجهزة والبرامج لكل من Bluetooth الكلاسيكي و Bluetooth Low Energy.

### أنظمة التشغيل
iOS 5 والإصدارات الأحدث
Windows Phone 8.1
Windows 8 والإصدارات الأحدث
Android 4.3 والإصدارات الأحدث
بلاك بيري 10
Linux 3.4 والإصدارات الأحدث من خلال BlueZ 5.0
Unison OS 5.2
نظام تشغيل macOS 10.10

## تفاصيل تقنية
تعمل تقنية البلوتوث منخفض الطاقة في نفس نطاق الطيف (2.400-2.4835   GHz ISM band) كتقنية بلوتوث كلاسيكية، ولكنها تستخدم مجموعة مختلفة من القنوات. بدلاً من البلوتوث الكلاسيكي تسعة وسبعين قناة بتردد 1 ميجاهرتز، يحتوي البلوتوث المنخفض الطاقة على أربعين قناة بتردد 2 ميجاهرتز. داخل القناة، يتم إرسال البيانات باستخدام تعديل إزاحة التردد الغوسي، على غرار مخطط المعدل الأساسي للبلوتوث الكلاسيكي. معدل البت هو 1   ميغابت / ثانية (مع خيار 2   Mbit / s في Bluetooth 5)، وأقصى طاقة إرسال هي 10   ميغاواط (100   ميغاواط في بلوتوث 5). يتوفر مزيد من التفاصيل في المجلد 6 الجزء أ (مواصفات الطبقة المادية) من مواصفة البلوتوث الأساسية V4.0 .
يستخدم البلوتوث منخفض الطاقة القفز الترددي لمواجهة مشاكل تداخل النطاق الضيق. يستخدم البلوتوث الكلاسيكي أيضًا القفز الترددي ولكن التفاصيل مختلفة؛ ونتيجة لذلك، بينما يصنف كل من FCC و ETSI تقنية Bluetooth كمخطط FHSS ، يتم تصنيف Bluetooth Low Energy كنظام يستخدم تقنيات التعديل الرقمية أو طيف الانتشار المتسلسل المباشر.
| المواصفات الفنية                                               | تقنية Bluetooth Basic Rate / Enhanced Data Rate Technology | تقنية البلوتوث منخفض الطاقة |
| -------------------------------------------------------------- | --- | --- |
| المسافة / المدى (الحد الأقصى النظري.)                          | 100 متر (330 قدم) | <100 م (<330 قدم) |
| على معدل بيانات الهواء                                         | 1-3 ميجابت / ثانية | 125 كيلوبت / ثانية - 1 ميجابت / ثانية - 2 ميجابت / ثانية |
| صبيب التطبيق                                                   | 0.7 - 2.1 ميغابت / ثانية | 0.27-1.37 ميغابت / ثانية |
| عبيد نشيطون                                                    | 7 | غير معرف؛ يعتمد التنفيذ |
| الأمان                                                         | 56/128-bit ومستخدم طبقة التطبيق المعرفة | تعريف 128 بت AES في وضع CCM وطبقة التطبيق |
| المتانة                                                        | التنقل السريع التكيفي، FEC ، سريع ACK | القفز الترددي التكيفي، إقرار كسول، CRC 24 بت، فحص تكامل الرسائل 32 بت |
| الكمون (من حالة غير متصلة)                                     | نموذجي 100 تصلب متعدد | 6 تصلب متعدد |
| الحد الأدنى من إجمالي الوقت لإرسال البيانات (فصل عمر البطارية) | 0.625 تصلب متعدد | 3 مللي ثانية |
| قادر على الصوت                                                 | نعم | لا |
| طوبولوجيا الشبكة                                               | Scatternet | Scatternet |
| استهلاك الطاقة                                                 | 1 W كمرجع | 0.01–0.50 W (حسب حالة الاستخدام) |
| ذروة الاستهلاك الحالي                                          | <30 أماه | <15 أماه |
| اكتشاف الخدمة                                                  | نعم | نعم |
| مفهوم الملف الشخصي                                             | نعم | نعم |
| حالات الاستخدام الأساسي                                        | الهواتف المحمولة والألعاب وسماعات الرأس وتدفق الصوت الاستريو والمنازل الذكية والأجهزة القابلة للارتداء والسيارات وأجهزة الكمبيوتر والأمن والقرب والرعاية الصحية والرياضة واللياقة البدنية وما إلى ذلك. | الهواتف المحمولة والألعاب والمنازل الذكية والأجهزة القابلة للارتداء والسيارات وأجهزة الكمبيوتر والأمن والقرب والرعاية الصحية والرياضة واللياقة البدنية والصناعية وما إلى ذلك. |

يمكن الحصول على مزيد من التفاصيل الفنية من المواصفات الرسمية كما تم نشرها بواسطة Bluetooth SIG. لاحظ أن استهلاك الطاقة ليس جزءًا من مواصفات Bluetooth.

### الإعلان والاكتشاف
تم الكشف عن أجهزة BLE من خلال إجراء يعتمد على بث حزم الإعلانات. يتم ذلك باستخدام 3 قنوات (ترددات) منفصلة لتقليل التداخل. يرسل جهاز الإعلان حزمة على واحدة على الأقل من هذه القنوات الثلاث، مع فترة تكرار تسمى الفاصل الزمني للإعلان. لتقليل فرصة حدوث تصادمات متتالية متعددة، تتم إضافة تأخير عشوائي يصل إلى 10 مللي ثانية لكل فاصل إعلاني. يستمع الماسح إلى القناة لمدة تسمى نافذة المسح، والتي تتكرر بشكل دوري كل فترة مسح.
وبالتالي، يتم تحديد وقت استجابة الاكتشاف من خلال عملية احتمالية ويعتمد على المعلمات الثلاث (أي الفاصل الزمني للإعلان وفترة المسح ونافذة الفحص). يتبنى مخطط الاكتشاف لـ BLE تقنية قائمة على فترات دورية، والتي يمكن من خلالها استنتاج الحدود العليا على الكمون للاكتشاف لمعظم المعايير. بينما يمكن تقريب وقت استجابة الاكتشاف لـ BLE بواسطة النماذج  للبروتوكولات الدورية القائمة على الفترات الزمنية البحتة، فإن التأخير العشوائي المضاف إلى كل فاصل إعلاني والاكتشاف ثلاثي القنوات يمكن أن يسبب انحرافات عن هذه التنبؤات، أو قد يؤدي إلى زمن وصول غير محدود بعض المعايير.

### الأمان
يأتي Bluetooth LE منخفضًا جدًا، وفي كثير من الحالات يكسر الأمان. BTLE أو Bluetooth Smart ، هو وضع تعديل جديد وتنسيق حزمة طبقة الارتباط يستهدف الأجهزة منخفضة الطاقة ويوجد في الهواتف الذكية المتطورة الحديثة والأجهزة الرياضية وأجهزة الاستشعار، وسيظهر قريبًا في العديد من الأجهزة الطبية. لسوء الحظ، تم كسر تنفيذ الأمان مع تشفير أي ارتباط Bluetooth LE Energy بسهولة جعله عديم الفائدة. يمكن أن يسمح هذا العيب في الأمان لأي جهاز قريب بالتنصت على محادثات Bluetooth منخفضة الطاقة. وهذا يشمل الحزم التي يتم اعتراضها وإعادة تجميعها في تدفقات الاتصال، بالإضافة إلى هجمات الحقن.

### نموذج البرنامج
تستخدم جميع أجهزة Bluetooth منخفضة الطاقة ملف تعريف السمة العامة (GATT). عادةً ما تستند واجهة برمجة التطبيقات التي يوفرها نظام تشغيل مدرك لنظام Bluetooth منخفض الطاقة حول مفاهيم GATT. لدى الجات المصطلحات التالية:
زبون
جهاز يقوم ببدء أوامر وطلبات GATT وقبول الردود، على سبيل المثال، جهاز كمبيوتر أو هاتف ذكي.
الخادم
جهاز يتلقى أوامر وطلبات GATT ، ويعيد الردود، على سبيل المثال، مستشعر درجة الحرارة.
صفة مميزة
قيمة البيانات المنقولة بين العميل والخادم، على سبيل المثال، جهد البطارية الحالي.
الخدمات
مجموعة من الخصائص ذات الصلة، والتي تعمل معًا لأداء وظيفة معينة. على سبيل المثال، تتضمن خدمة مقياس الحرارة الصحي خصائص لقيمة قياس درجة الحرارة وفاصل زمني بين القياسات.
الواصف
يوفر الواصف معلومات إضافية حول خاصية. على سبيل المثال، قد تحتوي خاصية قيمة درجة الحرارة على مؤشر لوحداتها (على سبيل المثال، مئوية)، والقيم القصوى والدنيا التي يمكن للمستشعر قياسها. الواصفات اختيارية - يمكن أن تحتوي كل خاصية على أي عدد من الواصفات.
يتم استخدام بعض قيم الخدمة والخصائص لأغراض إدارية - على سبيل المثال، يمكن قراءة اسم الطراز والرقم التسلسلي كخصائص قياسية ضمن خدمة الوصول العام . قد تتضمن الخدمات أيضًا خدمات أخرى كوظائف فرعية؛ الوظائف الرئيسية للجهاز هي ما يسمى بالخدمات الأولية ، والوظائف المساعدة التي تشير إليها هي خدمات ثانوية .

#### معرفات
يشار إلى الخدمات والخصائص والوصف بشكل جماعي بسمات ، ويتم تحديدها بواسطة UUIDs . قد يختار أي مُنفِذ UUID عشوائيًا أو عشوائيًا للاستخدامات الخاصة، لكن Bluetooth SIG احتفظت بمجموعة من UUIDs (من النموذج xxxxxxxx-0000-1000-8000-00805F9B34FB ) للسمات القياسية. من أجل الكفاءة، يتم تمثيل هذه المعرفات كقيم 16 بت أو 32 بت في البروتوكول، بدلاً من 128 بت المطلوبة لمعرف UUID كامل. على سبيل المثال، تحتوي خدمة معلومات الجهاز على الرمز القصير 0x180A ، بدلاً من 0000180A-0000-1000- . . . . يتم الاحتفاظ بالقائمة الكاملة في مستند Bluetooth Assigned Numbers عبر الإنترنت.

#### عمليات الجات
يوفر بروتوكول GATT عددًا من الأوامر للعميل لاكتشاف معلومات حول الخادم. وتشمل هذه:
- اكتشف UUIDs لجميع الخدمات الأولية
- ابحث عن خدمة باستخدام UUID معين
- ابحث عن خدمات ثانوية لخدمة أولية معينة
- اكتشف جميع الخصائص لخدمة معينة
- البحث عن خصائص تطابق UUID معين
- اقرأ جميع الواصفات لخاصية معينة

يتم أيضًا توفير الأوامر لقراءة (نقل البيانات من خادم إلى عميل) وكتابة (من عميل إلى خادم) قيم الخصائص:
- يمكن قراءة القيمة إما عن طريق تحديد UUID للخاصية، أو عن طريق قيمة مقبض (والتي يتم إرجاعها بواسطة أوامر اكتشاف المعلومات أعلاه).
- تحدد عمليات الكتابة دائمًا الخاصية بواسطة المقبض، ولكن يكون لها خيار تحديد ما إذا كانت استجابة الخادم مطلوبة أم لا.
- يمكن استخدام عمليتي «قراءة طويلة» و «كتابة طويلة» عندما يتجاوز طول بيانات الخصائص وحدة الإرسال الكبرى للوصلة اللاسلكية.

وأخيرًا، تقدم الجات الإخطارات والمؤشرات . يجوز للعميل طلب إشعار لخاصية معينة من الخادم. يمكن للخادم بعد ذلك إرسال القيمة إلى العميل كلما أصبحت متوفرة. على سبيل المثال، قد يخطر خادم مستشعر درجة الحرارة عميله في كل مرة يأخذ فيها قياسًا. يتجنب هذا حاجة العميل لاستطلاع الخادم، الأمر الذي يتطلب أن تعمل الدوائر اللاسلكية للخادم باستمرار.
إشارة تشبه الإشعار، باستثناء أنه يتطلب استجابة من العميل، كتأكيد على استلام الرسالة.

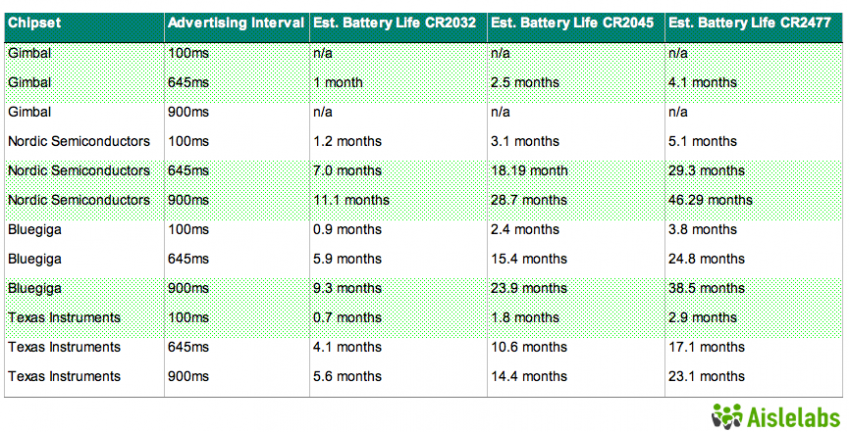
ملفات تعريف استهلاك طاقة مجموعة شرائح Bluetooth منخفضة الطاقة مع معلمات تكوين مختلفة ، وفقًا لـ Hitchhikers Guide to iBeacon Hardware by Aislelabs.

تم تصميم Bluetooth Low Energy لتمكين الأجهزة من استهلاك طاقة منخفض جدًا. قام العديد من صانعي الرقائق بما في ذلك Cambridge Silicon Radio و Dialog Semiconductor و Nordic Semiconductor وSTMicroelectronics و Cypress Semiconductor و Silicon Labs وTexas Instruments بإدخال شرائح Bluetooth محسنة الطاقة بحلول عام 2014. الأجهزة ذات الأدوار الطرفية والمركزية لها متطلبات طاقة مختلفة. أفادت دراسة أجرتها شركة برمجيات منارة Aislelabs أن الأجهزة الطرفية مثل منارات التقارب تعمل عادة لمدة 1-2 سنوات مدعومة ببطارية تعمل بقطع النقود المعدنية سعة 1000 مللي أمبير في الساعة. هذا ممكن بسبب كفاءة الطاقة لبروتوكول Bluetooth منخفض الطاقة، الذي ينقل الحزم الصغيرة فقط مقارنة بـ Bluetooth Classic وهو مناسب أيضًا للبيانات الصوتية وبيانات النطاق الترددي العالي.
في المقابل، فإن المسح المستمر لنفس المنارات في الدور المركزي يمكن أن يستهلك 1000 مللي أمبير في ساعات قليلة. تتميز أجهزة Android و iOS أيضًا بتأثير مختلف جدًا على البطارية اعتمادًا على نوع عمليات الفحص وعدد أجهزة Bluetooth منخفضة الطاقة في المنطقة المجاورة. مع مجموعة الشرائح الجديدة والتقدم في البرامج، بحلول عام 2014، كان استهلاك كل من هواتف Android و iOS ضئيلًا في استهلاك الطاقة في استخدام Bluetooth منخفض الطاقة في الحياة الواقعية.

### 2M PHY
أدخلت تقنية Bluetooth 5 وضع إرسال جديد بمعدل مضاعف للرمز. تقوم تقنية Bluetooth LE بإرسال 1 بت لكل رمز بحيث يتضاعف معدل البيانات نظريًا أيضًا. لكن الوضع الجديد يضاعف عرض النطاق الترددي من حوالي 1   ميغاهرتز إلى حوالي 2   MHz مما يجعل المزيد من التداخلات في مناطق الحافة. لم يتغير تقسيم نطاق تردد ISM إلى 40   تباعد القنوات على مسافة 2   ميغاهيرتز. هذا هو اختلاف جوهري على Bluetooth 2 EDR الذي أدى أيضًا إلى مضاعفة معدل البيانات ولكنه يفعل ذلك من خلال استخدام تعديل طور π / 4-DQPSK أو 8-DPSK على 1   قناة MhZ بينما يستمر Bluetooth 5 في استخدام مفتاح تبديل التردد فقط.
تمت إعادة تسمية الإرسال التقليدي لـ 1 ميغابت في المعدل الأساسي لـ Bluetooth إلى 1M PHY في Bluetooth 5. تم تقديم الوضع الجديد بسرعة تضاعف الرمز 2M PHY. في Bluetooth Low Energy ، يبدأ كل إرسال على 1M PHY وتركه للتطبيق لبدء التبديل إلى 2M PHY. في هذه الحالة، سيتحول كل من المرسل والمستقبل إلى 2M PHY للإرسال. تم تصميم هذا لتسهيل تحديثات البرامج الثابتة حيث يمكن للتطبيق التبديل مرة أخرى إلى PHY 1M التقليدية في حالة حدوث أخطاء. في الواقع، يجب أن يكون الجهاز المستهدف قريبًا من محطة البرمجة (على بعد أمتار قليلة).
أدخلت Bluetooth 5 وضعين جديدين مع معدل بيانات أقل. معدل الرمز لـ «PHY المشفر» الجديد هو نفس المعدل الأساسي 1M PHY ولكن في الوضع S = 2 يوجد رمزان يتم إرسالهما لكل بتة بيانات. في الوضع S = 2، يتم استخدام مخطط نقش بسيط فقط P = 1 والذي ينتج ببساطة نفس بتة الحشو لكل بت بيانات إدخال. في الوضع S = 8، توجد ثمانية رموز لكل بتة بيانات مع مخطط الأنماط P = 4 ينتج تتابعات رمز متباين - يتم تشفير 0 بت على شكل ثنائي 0011 وتشفير بت واحد على أنه ثنائي 1100. في الوضع S = 2 باستخدام P = 1، يتضاعف النطاق تقريبًا، بينما في الوضع S = 8 باستخدام P = 4 فإنه يتضاعف أربع مرات.
لم تقم الإرسالات «المشفرة LE» بتغيير نظام تصحيح الأخطاء فقط، ولكنها تستخدم تنسيق حزم جديد بشكل أساسي. يتكون كل رشقة "LE Coded" من ثلاث كتل. يتم إرسال كتلة التبديل («التمهيد الممتد») على PHY LE 1M ولكنه يتكون فقط من 10 مرات نمط ثنائي "00111100". هذه البتات 80 غير مشفرة FEC كالمعتاد ولكن يتم إرسالها مباشرة إلى قناة الراديو. ويتبع ذلك كتلة رأس ("FEC Block 1") يتم إرسالها دائمًا في وضع S = 8. تحتوي كتلة الرأس فقط على عنوان الوجهة («عنوان الوصول» / 32 بت) وعلامة ترميز («مؤشر الترميز» / 2 بت). يحدد مؤشر الترميز مخطط الأنماط المستخدم لكتلة الحمولة التالية ("FEC Block 2") حيث S = 2 ممكن.
يسمح تنسيق حزمة Bluetooth 5 الجديد بالإرسال من 2 إلى 256 بايت كحمولة في رشقة واحدة. هذا أكبر بكثير من الحد الأقصى البالغ 31 بايت في Bluetooth 4. إلى جانب قياسات مدى الوصول، يجب أن يسمح هذا بوظائف التوطين. ككل، يتم تحقيق المدى الرباعي - على نفس قوة الإرسال - على حساب بيانات أقل تكون في المركز الثامن مع 125   kBit. نسق حزمة الإرسال القديم، حيث يستمر استخدامه في وضعي 1M PHY و 2 M PHY ، تمت تسميته «غير مشفر» في Bluetooth 5. يسمح الوضع المتوسط "LE Coded" S = 2 لـ 500   معدل البيانات kBit في الحمولة والذي يعتبر مفيدًا لكلا الوقت الأقصر وكذلك استهلاك أقل للطاقة حيث أن وقت الرشقة نفسه أقصر.